# Бертани, Кристиан
Кристиан Бертани (итал. Cristian Bertani; род. 14 марта 1981, Леньяно) — итальянский футболист, нападающий клуба «Про Новара».

## Клубная карьера
Первым профессиональным клубом футболиста был итальянский «Комо», выступавший в Серии С1. Бертани дебютировал в турнире 14 февраля 1999 года во встрече с «Сарунно». 3 мая 1999 года игрок забил свой первый мяч в официальных соревнованиях, отличившись во встрече с «Читтаделлой» (в итоге «Комо» победил со счётом 3:0). Всего же итальянский нападающий провёл в «Комо» два сезона, сыграл 32 матча и забил 3 гола.
В 2000 году Бертани стал игроком «Венеции». 10 сентября 2000 года он провёл свой первый матч в Серии В с «Читтаделлой». В сезоне 2000/01 нападающий выходил в составе этого клуба только 7 раз, после чего был отдан в аренду в «Савойю». Затем игрок был арендован клубом «Каррарезе», а в 2003 году — командой «Зюйдтироль».
В сезоне 2003/04 Бертани перешёл обратно в родной клуб «Комо», но закрепиться в составе не сумел. В январе 2004 года он перешёл в «Варезе», а после банкротства команды нападающий подписал контракт с «Гроссето».
В августе 2005 года Бертани перешёл в клуб «Ивреа» из Серии С2. По итогам сезона 2005/06 игрок вместе с командой получили право выступать в Серии С1, но по итогам следующего сезона клуб вновь опустился в Серию С2. Сезон 2007/08 получился для Бертани удачным: он забил 23 гола в 31 встрече.
В июне 2008 года итальянский игрок подписал контракт с «Новарой». В сезоне 2009/10 его клуб выиграл Высший дивизион Профессиональной лиги. Также «Новара» пробилась в 1/8 финала Кубка Италии, в котором уступила «Милану» со счётом 1:2. В следующем сезоне команда Бертани заняла в Серии В 3 место и через игры плей-офф пробилась в Серию А. Бертани забил в том сезоне 17 голов и занял 5-9 место в списках лучших бомбардиров Серии В в сезоне 2010/11.
В июле 2011 года покинул «Новару» и перешёл в «Сампдорию».
28 мая 2012 года Бертани был арестован по обвинению в организации договорных матчей.